# Relógio calculadora

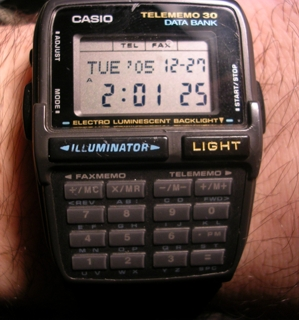
Relógio calculadora da série Casio Databank.

Um relógio calculadora é um relógio digital de pulso com calculadora embutida, geralmente incluindo os botões numéricos na parte de cima. Os primeiros relógio calculadoras surgiram na década de 1970 pela Pulsar e Hewlett Packard e se tornaram populares na década de 1980, uma das séries mais vendidas foi a Casio Databank cuja algumas versões também vinham com agenda. Os aparelhos começaram a perder a popularidade com a introdução dos telefones celulares, PDAs, e computadores portáteis que já vinham com calculadora de software inclusa.